# Buqaʽi al-Qababiyah
BuqaFormat:Ayini al-Qababiyah (بقاعي القبابية) este un oraș în Guvernoratul Madaba din vestul Iordaniei. 